# محمد قاسم (بازیکن فوتبال، زاده ۱۹۹۵)
محمد قاسم (عربی: محمد قاسم النخلي؛ زادهٔ ۱۹ ژانویهٔ ۱۹۹۵) یک بازیکن فوتبال اهل عربستان سعودی است.
از باشگاه‌هایی که در آن بازی کرده‌است می‌توان به باشگاه فوتبال الاتحاد اشاره کرد.
وی همچنین در تیم ملی فوتبال عربستان سعودی بازی کرده است.